# Neptis pygmaeana
Neptis pygmaeana är en fjärilsart som beskrevs av Ruggero Verity 1928. Neptis pygmaeana ingår i släktet Neptis och familjen praktfjärilar. Inga underarter finns listade i Catalogue of Life.